# Sursa radio SHGb02+14a
Sursa radio SHGb02+14a este o sursă și un candidat în căutarea vieții extraterestre (SETI), descoperită în martie 2003 de către SETI@home și anunțată în New Scientist pe 1 septembrie 2004. Sursa a fost observată de trei ori la o frecvență de aproximativ 1420 MHz, care este de așteptat să fie o frecvență utilizată de către extratereștri datorită apropierii sale la una dintre principalele frecvențe la care are loc absorbția hidrogenului cu emisie de lumină. 

## Descriere
Sursa a fost observată de trei ori cu o durată totală de aproximativ 1 minut la o frecvență de 1420 MHz, la care hidrogenul, cel mai abundent element din univers, absoarbe și emite energie. Oamenii de știință de la SETI@home studiază această parte a spectrului radio, deoarece unii astronomi susțin că semnalele extraterestre pot fi detectate la această frecvență.
Există o serie de caracteristici ale acestui semnal care au condus la un mare scepticism cu privire la originea sa artificială extraterestră. Sursa a fost situată între constelațiile Pești și Berbec, unde nu există stele într-un interval de 1000 de ani lumină. Frecvența semnalului s-a schimbat foarte repede, de la 8 la 37 Hz/s. Dacă schimbarea frecvenței a fost cauzată de efectul Doppler,  aceasta ar însemna că sursa se află pe o planetă care se rotește de aproape 40 de ori mai rapid decât Pământul. (Pentru comparație, un transmițător instalat pe Pământ ar schimba frecvența la o rată de aproximativ 1,5 Hz/s). În plus, în timpul detectării inițiale a semnalului, de fiecare dată frecvența acestuia era de 1420 MHz, în timp ce un semnal cu o frecvență în schimbare ar trebui detectat la frecvențe diferite în cadrul oscilației sale.
Cercetătorii sugerează că semnalul poate fi un fenomen cosmic necunoscut, zgomot cosmic sau o defecțiune hardware a telescopului Arecibo, care a recepționat semnalul.